# I fantastici 5 (serie televisiva)
I fantastici 5 è una serie televisiva italiana diretta da Alexis Sweet e Laszlo Barbo, trasmessa in prima visione su Canale 5 dal 17 al 31 gennaio 2024, con protagonista Raoul Bova.

## Trama
Riccardo Bramanti, dopo la sua esperienza di allenatore in una squadra di bambini, viene assunto come nuovo allenatore di atletica dalla presidentessa Sofia Calabresi della società sportiva Nova Lux per allenare quattro atleti e velocipedi disabili: Christian Belli, Elia Mariani, Marzia Giordano e Laura Mattei. Loro 4 gareggiano per le gare individuali, ma Riccardo vuole che loro imparino ad essere una squadra.

## Episodi
| Stagione       | Episodi | Prima TV |
| -------------- | ------- | -------- |
| Prima stagione | 8       | 2024     |

## Personaggi e interpreti

### Personaggi principali
- Riccardo Bramanti, interpretato da Raoul Bova. È il padre di Giorgia e Anna e nuovo allenatore di atletica della società sportiva Nova Lux, segue quattro atleti e velocipedi disabili. Ha perso la moglie e ha un rapporto difficile con le figlie. Ha scelto come ultimo lavoro di allenare una squadra di bambini per ricominciare. Si innamorerà di Alessandra, ricambiato, e si metteranno insieme.
- Sofia Calabresi, interpretata da Francesca Cavallin. È la presidentessa della società sportiva Nova Lux. È molto decisa in quello che crede, all'inizio non prende sul serio Riccardo, e il suo desiderio che i ragazzi lavorino come squadra, ma alla fine rimarrà colpita dai risultati che ha ottenuto
- Alfredo "Freddie" Marmorini, interpretato da Gianluca Gobbi. È il responsabile medico della società sportiva Nova Lux e amico di vecchia data di Riccardo che si trova in sedia a rotelle. Anna e Giorgia lo chiamano "Zio".
- Christian Belli, interpretato da Vittorio Magazzù. È un atleta sulla sedia a rotelle ed è il capitano della squadra. E rimasto paralizzato per colpa di una sparatoria in cui ha subito un colpo accidentale sulla schiena. Ha una fidanzata Isabella.
- Elia Mariani, interpretato da Enea Barozzi. È un atleta con difficoltà neuronali legate al movimento. È in apparenza un donnaiolo interessato agli sponsor. Si innamorerà di Giorgia. Scoprirà di essere stato adottato.
- Alessandra Federici, interpretata da Gaia Messerklinger. È la fisioterapista della società sportiva Nova Lux con una protesi al posto di una gamba. Si innamorerà di Riccardo e si fidanzeranno.
- Laura Mattei, interpretata da Chiara Bordi. È una atleta con una gamba amputata, è l'ultima arrivata della squadra. In seguito all'incidente dove perse la gamba, trovò coraggio vedendo un'atleta disabile gareggiare su internet, Greta Ambrosio. E cosi decise di diventare una atleta. Stringe un bel rapporto di amicizia con Marzia
- Marzia Giordano, interpretata da Fiorenza D'Antonio. È una tennista che ha perso la vista in un incidente. All'inizio appare fredda e antipatica, ma col tempo dimostrerà essere molto sensibile e dopo qualche incomprensione con Laura diventa la sua migliore amica. Ha una sorella minore di nome Amelia. Alla nova lux trova un'amica speciale: Laura
- Giorgia Bramanti, interpretata da Rachele Luschi. È la primogenita di Riccardo e sorella di Anna. Si innamorerà di Elia, e alla fine si fidanzeranno.
- Anna Bramanti, interpretata da Giulia Patrignani. È la secondogenita di Riccardo e sorella di Giorgia. Anche lei ha una cotta per Elia, con il quale sarà fidanzata per un po', ma poi si lasceranno.

### Personaggi secondari
- Isabella, interpretata da Chiara Russo. È la fidanzata di Christian. Lo assista anche durante gli allenamenti. Si scoprirà essere in parte responsabile per l'incidente in cui Christian resterà paralizzato, lui la lascerà una volta scoperto, ma poco dopo si rimetteranno insieme.
- Greta Ambrosio, interpretata da Nina Rima. È una ragazza che ha una protesi alla gamba sinistra. Era membro della Nova Lux, ma ha cominciato a usare sostanze morfine a rischio di salute e ha dovuto lasciare. È lei che ha Ispirato Laura a fare l'atleta.
- Amelia Giordano, interpretata da Benedetta Tiberi. È la sorella minore di Marzia. Aspira anche lei a diventare una tennista.
- Fernando Giordano, interpretato da Stefano Pesce. È un allenatore di tennis, nonché padre di Marzia e Amelia. È molto severo, e qualche volta con Marzia arrivava a picchiarla per farle fare buoni risultati, e ora sta facendo lo stesso con la sorella, in seguito però Marzia lo denuncerà e verrà arrestato.
- Alessandro Reali, interpretato da Riccardo Leonelli. È un allenatore di atletica, molto sicuro di sé.
- Avvocato di Laura, interpretato da Massimiliano Franciosa. Segue il caso sull'incidente in cui Laura ha perso la gamba.
- Guido, interpretato da Francesco Gaudiello. È l'ex fidanzato di Marzia. Che poi si è sposato.
- Alice, interpretata da Lucia Ceracchi. È la madre biologica di Elia. Comincerà a legare con lui, venendo poi fuori che lo vuole soltanto perché lui le pagi le sue spese.
- Letizia, interpretata da Alessia Giuliani. È la madre adottiva di Elia. Quest'ultimo la abbandona dopo aver scoperto di essere adottato (origliando una conversazione tra lei e Riccardo), ma in seguito tornerà a casa da lei.
- Medico di Elia, interpretato da Christoph Hulsen. È il dottore che diagnostica la malattia ad Elia da bambino.
- Marisa Troisi, interpretata da Giorgia Trasselli. È la madre di Alice e quindi anche la nonna di Elia.
- Stefano, interpretato da Thomas Santu. È l'ex fidanzato di Alessandra.

## Produzione
La serie, ideata da Luca Bernabei e Massimo Gramellini, è diretta da Alexis Sweet e Laszlo Barbo, scritta da Andrea Nobile, Nicholas Di Valerio, Simona Sparaco, Costanza Cerasi e Agnese Martino e prodotta da Lux Vide in collaborazione con RTI.
Le riprese sono state effettuate dall'inizio della primavera a giugno 2023 tra il Lazio e le Marche, presso il Centro di preparazione olimpica di Formia, il Palaindoor di Ancona e gli studi Lux Vide di Formello.

## Curiosità
- Chiara Russo e Giulia Patrigiani, hanno recitato insieme nella 5ª stagione di Il paradiso delle signore.
- Raoul Bova e Gaia Messerklinger attualmente stanno recitando nella 14° stagione di Don Matteo.
- Durante le riprese della serie, gli attori Enea Barozzi e Rachele Luschi hanno iniziato una relazione sentimentale nella realtà, esattamente come avviene nella finzione ai personaggi di Elia e Giorgia, da loro interpretati.

## Colonna Sonora
La sigla iniziale è un remix del brano Supereroi del cantautore italiano Mr. Rain.

## Promozione
La serie è stata presentata da Raoul Bova a inizio settembre 2023 all'ottantesima edizione della mostra del cinema di Venezia e in seguito anche durante l'ultima giornata del Festival della Cultura Paralimpica, tenutosi a Taranto nel novembre dello stesso anno.